# Anna Pavlovna Pavlova
Anna Matveevna Pavlova, meglio nota col patronimico Pavlovna (in russo Анна Матвеевна/Павловна Павлова?; San Pietroburgo, 12 febbraio 1881 – L'Aia, 23 gennaio 1931), è stata una ballerina russa.
Fu una delle ballerine più famose degli inizi del XX secolo, diventata celebre per la sua grande leggerezza e la grazia delle sue interpretazioni.

## Biografia
Secondo i documenti ufficiali, Anna Pavlova nacque a San Pietroburgo nell'ospedale militare del Reggimento Preobraženskij, da Ljubov Fëdorovna, una lavandaia, e da Matvej Pavlovič Pavlov, un soldato ebreo il cui vero nome era Šabetaj Šamaš. Si vociferava, però, che la bambina fosse figlia in realtà di un banchiere ebreo, presso cui Ljubov Fëdorovna aveva lavorato come governante, e che l'uomo non avrebbe mai riconosciuto la paternità per evitare di compromettere la propria posizione nella società. Venuta al mondo prematura e malata, fu portata dalla madre in campagna, dove viveva la nonna paterna, e qui il suo fisico si fortificò.
Quando aveva otto anni, di nuovo a San Pietroburgo, la madre le fece vedere a teatro una rappresentazione de La bella addormentata e lì la Pavlova capì che voleva diventare una ballerina. Due anni più tardi, a 10 anni, fece l'audizione per entrare alla Scuola dei Balletti Imperiali, venne accettata e vi rimase fino al diploma che ottenne ai 18 anni. Il primo balletto nel quale si esibì fu un Pas de Trois ne La Fille Mal Gardée al Teatro Mariinskij. Non danzò mai nel corpo di ballo. Tra i suoi maestri si ricorda soprattutto Enrico Cecchetti.

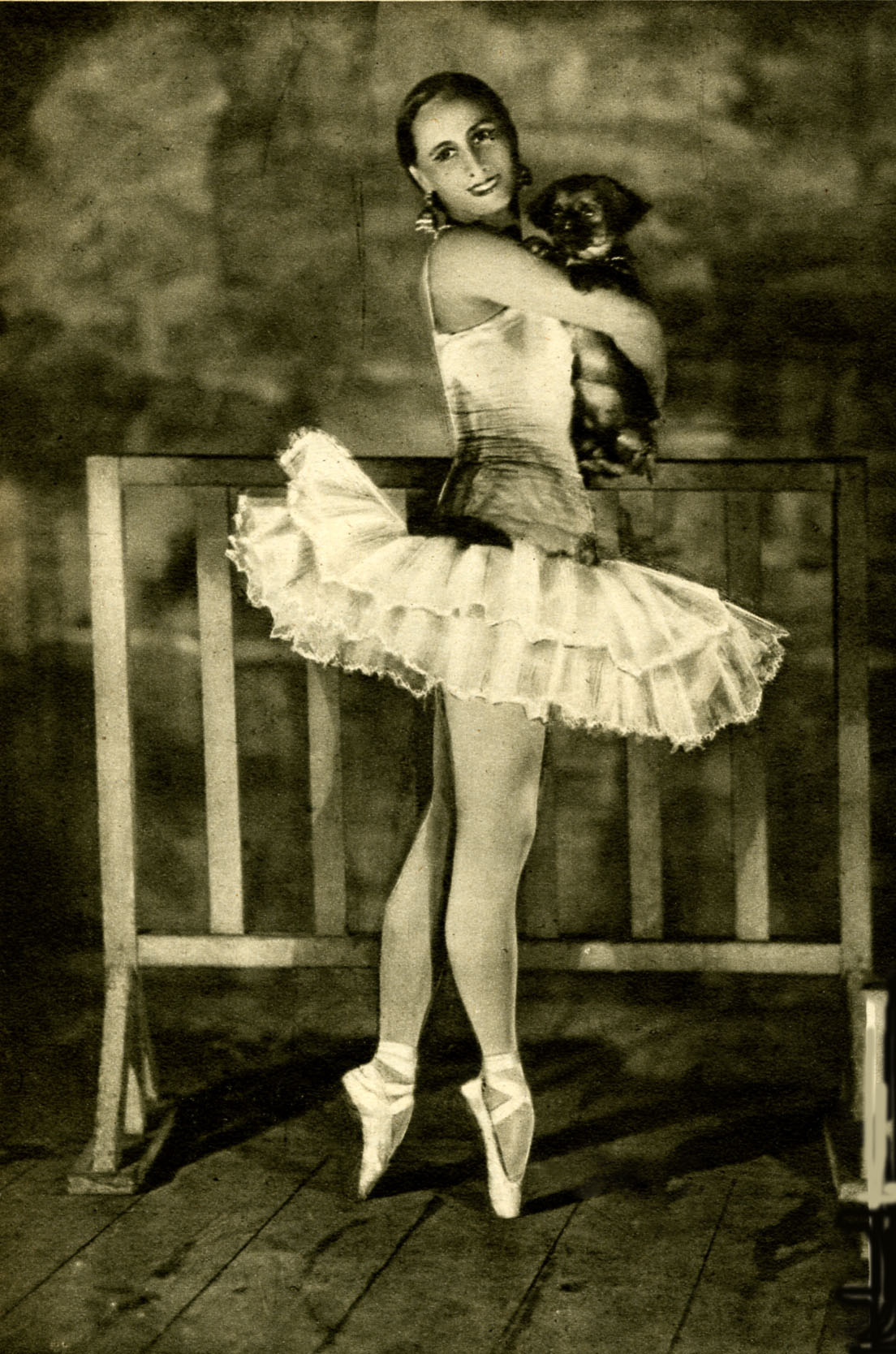
Anna Pavlova negli anni 10

Nei primi anni dei Balletti russi lavorò per Sergej Djagilev danzando con Vaclav Nižinskij nel 1909 nella prima de Les Sylphides, balletto a lei molto congeniale. Nel 1910 debuttò al Metropolitan di New York. Nel 1911 partecipò ancora a una stagione dei Balletti russi a Londra prima di fondare la sua compagnia ed esibirsi soprattutto in recital individuali; suoi principali partners furono Adolph Bolm e Mikhail Mordkin. Manager della compagnia fu Victor Dandré, aristocratico ed ex ufficiale a San Pietroburgo che divenne poi il marito della Pavlova, mentre il mâitre de ballet fu inizialmente Enrico Cecchetti, al quale subentrò Ivan Clustine. La ballerina fu instancabile nell'esibirsi in tutto il mondo, dalla Cina, all'India, al Giappone, all'Australia.
La Pavlova è famosa soprattutto per l'esibizione ne La morte del cigno, coreografato per lei da Michel Fokine, su musica tratta da Il carnevale degli animali di Camille Saint-Saëns e rappresentato per la prima volta nel 1907 a San Pietroburgo. È stato senz'altro il cavallo di battaglia della grande ballerina.
Nel 1916 Anna Pavlova interpretò The Dumb Girl of Portici, un film tratto dal libretto scritto per l'opera La muta di Portici di Daniel Auber da Eugène Scribe e Germain Delavigne. Fu la sua unica prova come attrice cinematografica.
L'unica sua realizzazione come coreografa fu Autumn Leaves del 1917 creata su musiche di Fryderyk Chopin; la prima rappresentazione fu nel 1918 a Rio de Janeiro
Morì di pleurite a L'Aia, mentre rientrava da una vacanza e si apprestava ad affrontare una nuova tournée. Il treno che la portava a destinazione si fermò per un incidente, e la Pavlova, che indossava solo un leggero cappotto sopra un vestito di seta, camminò nella neve lungo i binari per vedere cosa fosse successo. Questo la fece ammalare e le fu fatale. Il decesso avvenne il 23 gennaio 1931, pochi giorni prima del cinquantesimo compleanno. La sua ultima richiesta fu di tenere in mano il suo costume da scena del Cigno. Seguendo le tradizioni del balletto, il giorno della successiva rappresentazione, lo spettacolo andò in scena regolarmente con un unico faro seguipersona che si muoveva, illuminando un palco vuoto, nei posti dove avrebbe dovuto essere la ballerina. Venne cremata e i suoi resti furono sepolti a Londra per poi essere trasferiti nel 2001 al cimitero del Convento di Novodevičij di Mosca.
Durante la sua vita Anna Pavlova ispirò e influenzò innumerevoli danzatori che si unirono alla sua compagnia. Tra questi c'era anche la giovane ballerina Ruth Page nel 1918.
La Pavlova può essere considerata una specie di ambasciatrice della danza, poiché fino quasi ai cinquant'anni ha danzato nei principali teatri del mondo, portando la danza in posti nei quali non era mai arrivata. Cambiò per sempre l'ideale della ballerina. Alla fine dell'Ottocento le ballerine al Mariinskij dovevano essere forti tecnicamente e questo in genere significava avere un corpo compatto, muscoloso e forte. La Pavlova era magra, di aspetto delicato ed eterea, perfetta per ruoli romantici come quello di Giselle. Aveva uno splendido collo del piede, il che voleva dire che il suo piede era estremamente delicato. Per questo motivo rafforzò le scarpette da punta aggiungendo un pezzo di cuoio sulla suola per avere maggior sostegno e appiattendo la mascherina della scarpa. Questi accorgimenti furono considerati da molti una specie di "truffa" e così la Pavlova fece ritoccare tutte le sue foto per non mettere in evidenza le sue scarpette. Da qui però si può far risalire l'inizio della scarpa da punta moderna, meno dolorosa e più facile da usare per chi ha i piedi eccessivamente arcuati.

## Omaggi

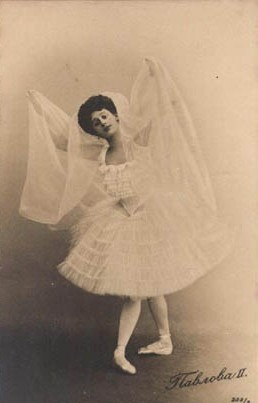
Anna Pavlova in Nikiya, La Bayadère

- In una intervista, rilasciata da Carry Hess il 26 gennaio 1952 al "Frankfurter Allgemeine Zeitung", parlando del metodo di lavoro delle sorelle Hess, prima dell'avvento del nazionalsocialismo, cita Anna Pavlova: "Pavlova, per esempio, all'inizio non voleva assolutamente quello che volevo io. Si mise in punta di piedi nella sua solita posizione e pensò che l'avrei accettata. Ma non l'ho accettato. Volevo qualcosa di originale. La convinsi a lasciarmi scattare una foto nel suo camerino dopo l'esibizione e, quando vide le foto, ne fu così entusiasta che venne nel nostro studio e mi lasciò scattare delle foto private. Ogni volta che ho dovuto lottare con le celebrità per ottenere un ritratto autentico, mi sono detta: dopotutto, sono persone come noi e si soffiano il naso proprio come noi"[11]

- Nel 1952, il film La ninfa degli antipodi (Million Dollar Mermaid), di Mervyn LeRoy, che ricostruisce la vita della nuotatrice e attrice australiana Annette Kellerman (1885-1975), compare il personaggio di Anna Pavlova, interpretato da Maria Tallchief.

- Un film biografico su di lei, di produzione russa, fu realizzato nel 1983 ed è fruibile liberamente on-line su Internet (si veda la sezione "Collegamenti esterni").

- La Pavlova ha ispirato il personaggio di Lena, principessa russa, nella serie televisiva Cercami a Parigi.

- A lei è dedicata la Pavlova, una torta di meringa, panna e frutti rossi, creata in occasione di una sua tournée in Australia e Nuova Zelanda.